# Jacques Perk

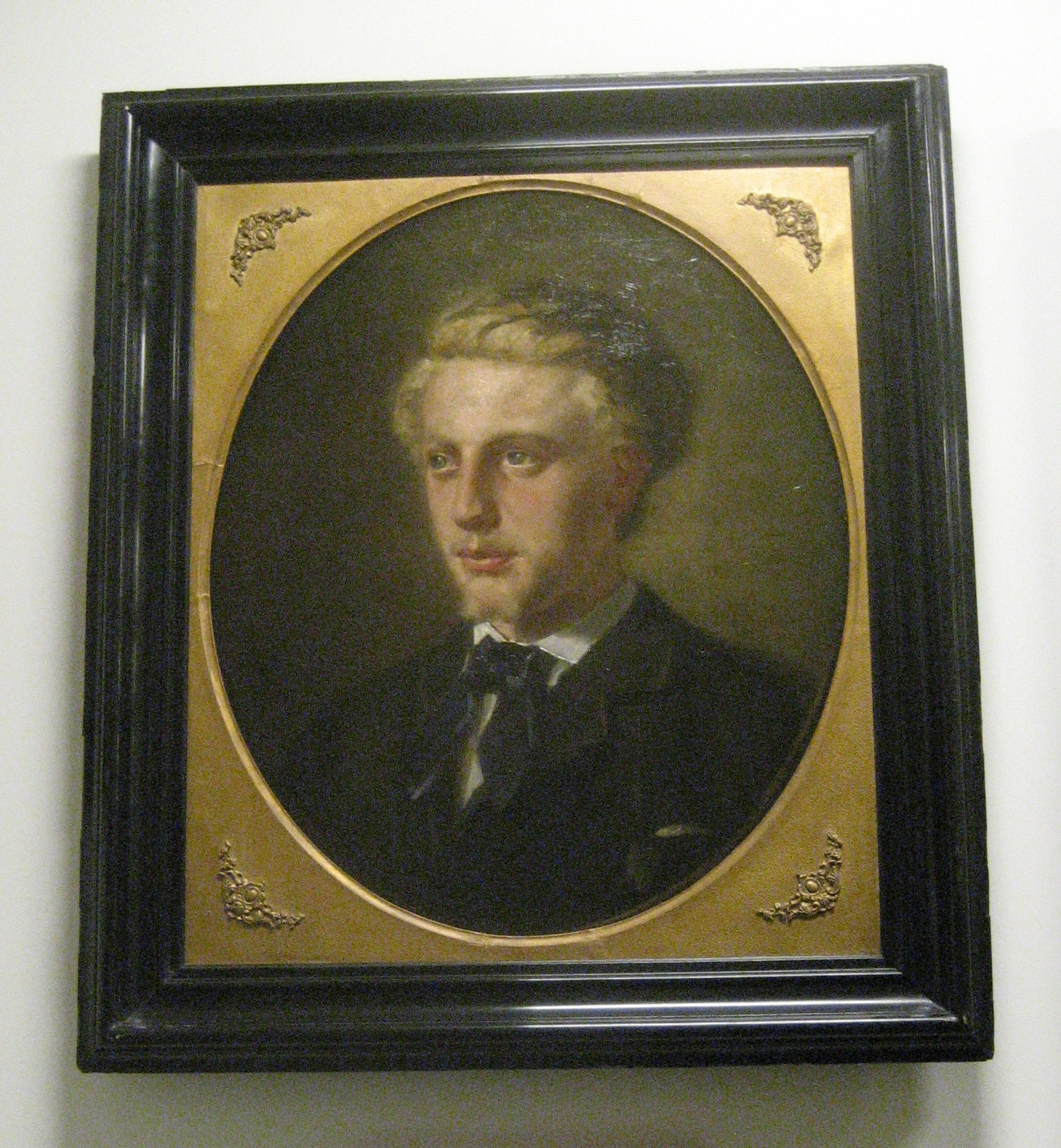
Jacques Perk

Jacques Fabrice Herman Perk (* 10. Juni 1859 in Dordrecht; † 1. November 1881 in Amsterdam) war ein niederländischer Lyriker.

## Leben und Werk
Jacques Perk war der Sohn eines wallonischen Predigers und verlebte seine Jugend ab 1868 in Breda und ab 1872 in Amsterdam. Zu seinen Lehrern gehörte Willem Doorenbos. Er begann in Amsterdam ein Studium der Rechtswissenschaften und war mit dem jungen Dichter Willem Kloos befreundet. Bei einem Aufenthalt in den Ardennen machte er die Bekanntschaft der bereits mit einem anderen Mann verlobten Mathilde Thomas. In der Folge schuf er aus Liebe zu diesem Mädchen sein Hauptwerk, den Sonettenzyklus Mathilde (1880–81), in dem er das in der Person Mathildes repräsentierte Schönheitsideal glorifizierte. Dabei formulierte er die Idee, dass Schönheit nicht begehrt, sondern bloß bewundert werden kann. Er verriet eine tiefe lyrische Begabung, der es nur versagt war, völlig zur Reife zu gelangen, da er bereits 1881 noch während seines Jurastudiums im Alter von nur 22 Jahren in Amsterdam an einem Lungenleiden starb.
Perk leitete die reiche niederländische Sonettenlyrik von 1880 an ein (Tachtigers), die sich mit der englischen im Zeitalter Elisabeths I. vergleichen lässt und Hélène Lapidoth-Swarth, Willem Kloos und Albert Verwey zu ihren Hauptvertretern zählte. 
Seine Gedichten erschienen 1882 in Sneek. Eine neue Ausgabe mit einer Vorrede von Carel Vosmaer und einer Einleitung von Willem Kloos kam 1896 in Amsterdam heraus. Der niederländische Dichter und Literat Garmt Stuiveling gab Perks Sonettenzyklus Mathilde 1941 in drei Bänden heraus, ferner auch 1938 Perks Briefe an Carel Vosmaer sowie 1939 Perks Briefe an J. C. Blancke.